# Van Kerkwijk
Van Kerkwijk is een Nederlands, uit Zaltbommel afkomstig geslacht dat vanaf de 17e eeuw bestuurders leverde in de Noordelijke Nederlanden en Nederland.

## Geschiedenis
De stamreeks begint met Jan Willemsz. van Kerkwijk die in 1621 trouwde in Zaltbommel, eerste vermelding van een telg van dit geslacht. Vanaf de tweede generatie traden bestuurders aan in Gameren, later leverde het bestuurders op regionaal en landelijk niveau. Leden van het geslacht trouwden ook met andere bestuurders

## Enkele telgen
Jan van Kerkwijk (†1707), schout van Gameren, schepen in het Hoge Gericht van Zuilichem
- Cornelis van Kerkwijk, secretaris van Gameren, schepen in het Hoge Gericht van Zuilichem
  - Jan van Kerkwijk (1677-voor 1716), secretaris en schout van Gameren
    - Angeneesken van Kerkwijk (1678-1738); trouwde in 1698 met Peter Lenshoek (1657-1727), secretaris en schout van Kerkwijk, schepen in het Hoge Gericht van Zuilichem, telg uit het geslacht Lenshoek
- Dirk van Kerkwijk (†1709)
  - Walraven van Kerkwijk (†1722)
    - Dirk van Kerkwijk (1707-1787), dijk- en landbode van de Bommelerwaard
      - Walraven van Kerkwijk (1733-1771), griffier van de Provinciale Rekenkamer te Middelburg
        - Mr. Bernardus Pieter van Kerkwijk (1770-1814), advocaat te Goes
          - Jacobus Walraven van Kerkwijk (1798-1874), apotheker, daarna wethouder van Goes
            - Sara Antonia van Kerkwijk (1825-1889); trouwde in 1853 met Jan Fredrik Willem Conrad (1825-1902), lid van Provinciale Staten van Zuid-Holland, lid van de Tweede Kamer der Staten-Generaal

          - Gerardus Anthonij van Kerkwijk (1799-1871), generaal-majoor
          - Matthia Jacoba van Kerkwijk (1800-1879); trouwde in 1818 met Willem Gerard Story, heer van Blokland en Willescop (1793-1866), burgemeester van IJsselstein, lid van Gedeputeerde Staten van Utrecht
          - Abraham Willem van Kerkwijk (1802-1853), notaris en burgemeester, later secretaris van Ouddorp, lid van Provinciale Staten van Zuid-Holland
            - Bernardus Pieter van Kerkwijk, heer van Ouddorp (1827-1892), burgemeester, later secretaris van Ouddorp
            - Jacob Johan van Kerkwijk (1830-1901), lid van de Tweede Kamer der Staten-Generaal
            - Josina Jacoba Baaltje van Kerkwijk (1832-1911); trouwde in 1858 met prof. dr. Cornelis Hubertus Carolus Grinwis (1831-1899), hoogleraar wiskunde aan de Universiteit van Utrecht
            - Adolf van Kerkwijk (1835-1886), luitenant-kolonel
              - Adolf Octave van Kerkwijk (1873-1957), directeur van het Koninklijk Penningkabinet, publicist en kunstverzamelaar

            - Catharina Digna van Kerkwijk, vrouwe van Ouddorp (1840-1915)
            - Cornelis Johannes van Kerkwijk (1842-1889), ijker
              - Hendrik Willem van Kerkwijk (1877-1957), majoor
                - Dr. Clasine Petronella van Kerkwijk (1904-1984), promoveerde in 1934 te Leiden op de scheikundige Antoine Paul Nicolas Franchimont 1844-1919; trouwde in 1934 met mr. dr. Willem Sebastiaan Gelinck (1903-1973), burgemeester van Ruinerwold

  - Jacob van Kerkwijk (†1735), secretaris en schout van Gameren
    - Dirk Walraven van Kerkwijk (1731-1811), secretaris en schout van Gameren
      - Jacob van Kerkwijk (1779-1851), burgemeester, later rijksontvanger van Gameren
        - Jan Willem van Kerkwijk (1811-1891), burgemeester en secretaris van Gameren

Geslachten die opgenomen zijn in het sinds 1910 verschijnende genealogische naslagwerk Nederland's Patriciaat. Lijst volgens opgave van het CBG Centrum voor familiegeschiedenis.
A · B · C · D · E · F · G · H · I · J · K · L · M · N · O · P · Q · R · S · T · U · V · W · Y · Z